# Tarāi
Pour les articles homonymes, voir Tarai.
Le Tarāi (népalais : Tarāi) est une race de chevaux native du Népal, originaire de la plaine du Teraï, près de la frontière entre l'Inde et le Népal. Léger et de petite taille, il est souvent bai, avec des marques primitives. Il sert au bât ou à la traction des tangas (en). Sa situation est peu connue. 

## Histoire
La race Tarāi est méconnue. Si elle est citée par la base de données DAD-IS, ainsi que par CAB International, elle n'est pas mentionnée dans l'étude de Lok Nath Paudel, consacrée à la biodiversité animale du Népal (2017), qui cite le Jumli comme étant la seule race de chevaux indigène de ce pays.
Son existence est citée en 1977, dans Domestic Animals of Nepal d'Helmut Epstein, qui lui attribue une origine arabe. Le Tarāi intègre la World Watch List for Domestic Animal Diversity de la FAO en 1995. 
L'auteur autrichien Martin Haller cite le « Tarai » parmi des « variantes du poney mongol » d'Asie du Sud-Est.

## Description
Le Tarāi est un cheval de plaine, contrairement au Jumli. De petite taille, il présente une allure rustique. La taille moyenne est de 1,15 m,, pour un poids médian de 175 kg. 
La robe est généralement baie, plus rarement gris clair (avec la peau noire), ou alezane,. Des marques primitives sont possibles.
La race est tout particulièrement adaptée au biotope de marais, à climat chaud et subtropical que l'on trouve dans l'Uttar Pradesh, et que les races du nord du Népal ne supportent pas.

## Utilisations

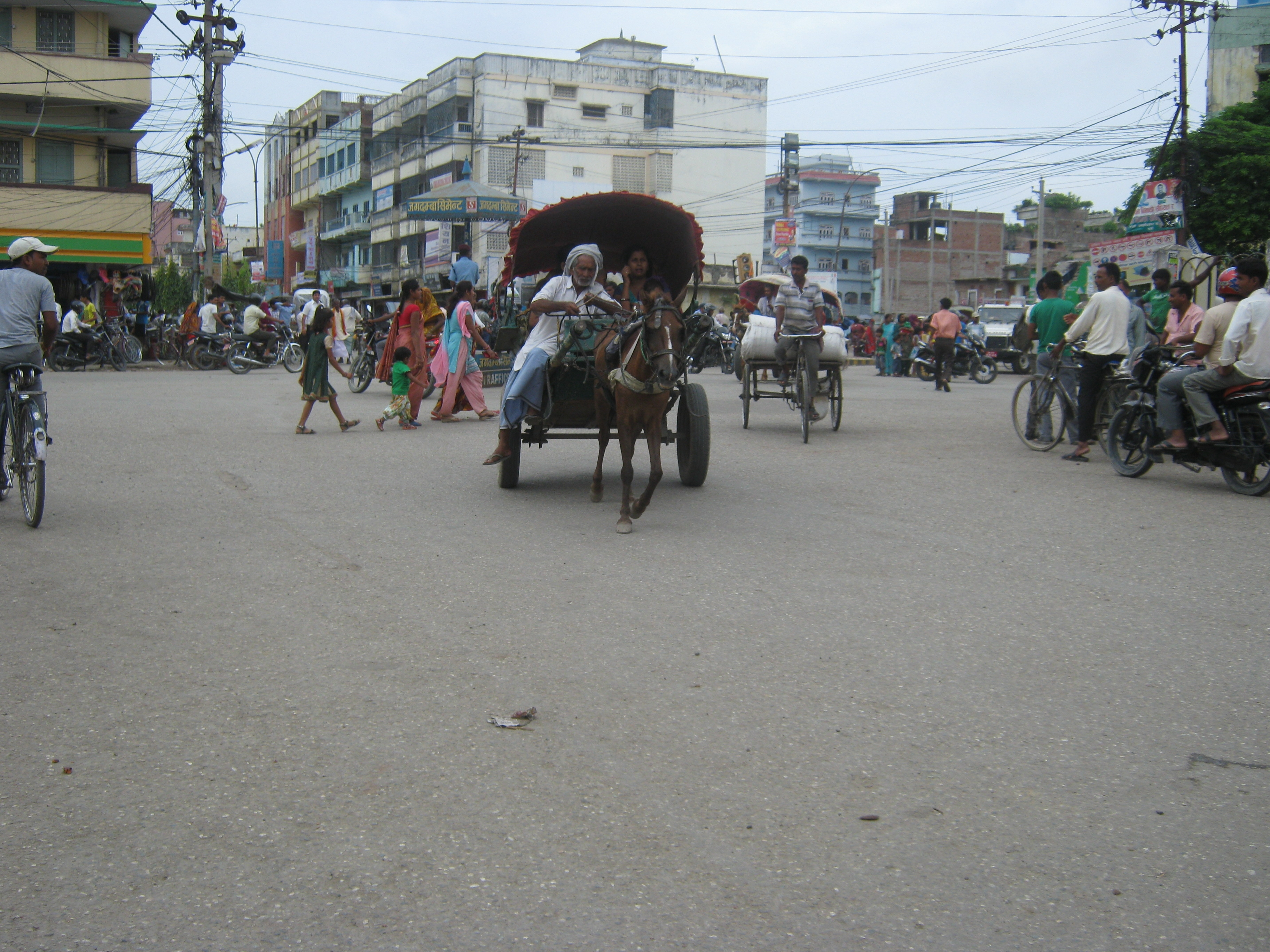
Tarāi tractant un tanga

Il sert surtout de poney de bât. Il est aussi employé pour tracter des tangas (en) dans diverses localités népalaises et indiennes.

## Diffusion de l'élevage
La race Tarāi est locale et indigène au Népal, en particulier dans la région de Teraï, dans le sud du pays, près de l'Inde,. L'étude de la population équine mondiale menée par Rupak Khadka, de l'université d'Uppsala, et publiée en août 2010 pour la FAO, signale le Tarai comme race locale asiatique, dont le niveau de menace est inconnu. En 2007, l'évaluation de la FAO signalait déjà le niveau de menace sur la race comme inconnu.
La base de données DAD-IS ne fournit aucun relevé de population. 
D'après Haller, sa région d'élevage est l'Uttar Pradesh.